# Attawanadi
Attawanadi – u Indian Makiritarów trzeci damodede Wanadiego, który stworzył nowych dobrych ludzi oraz
Shi (bóstwo), Nuny i Shiriche. Nauczył ludzi budowy domów i czynności rytualnych.